# Newcastle (Kalifornia)
Newcastle – jednostka osadnicza w Stanach Zjednoczonych, w stanie Kalifornia, w hrabstwie Placer.